# Žiberci
Žiberci este o localitate din comuna Apače, Slovenia, cu o populație de 184 de locuitori.